# (3151) Talbot
(3151) Talbot es un asteroide perteneciente al cinturón de asteroides, descubierto el 18 de abril de 1983 por Norman G. Thomas desde la Estación Anderson Mesa (condado de Coconino, cerca de Flagstaff, Arizona, Estados Unidos).

## Designación y nombre
Designado provisionalmente como 1983 HF. Fue nombrado Talbot en honor del físico y filósofo británico William Henry Fox Talbot.